# Quintin
Quintin è un comune francese di 3 041 abitanti situato nel dipartimento delle Côtes-d'Armor nella regione della Bretagna.

## Storia

### Simboli
Lo stemma del comune di Quintin si blasona:
Uno scudo d'argento con il capo di rosso era il blasone della famiglia d'Avaugour che furono signori di Quintin. Nel 1228, Enrico I d'Avaugour, divise l'eredità del padre, donando il territorio di Quintin al fratello Goffredo I Botherel († 1281) che portava un lambello nel capo come brisura. Questo ramo della famiglia si estinse nel 1428.

## Società

### Evoluzione demografica
Abitanti censiti